# Puebla de la Reina
Puebla de la Reina ist ein Dorf und eine Gemeinde (municipio) mit 695 Einwohnern (Stand: 2024) im Zentrum der spanischen Provinz Badajoz in der Autonomen Gemeinschaft Extremadura. 

## Lage
Puebla de la Reina liegt etwa 110 Kilometer ostsüdöstlich der Provinzhauptstadt Badajoz und etwa 32 Kilometer südsüdöstlich von Mérida in einer Höhe von ca. 375 m.Das Klima im Winter ist gemäßigt, im Sommer dagegen warm bis heiß; die eher geringen Niederschlagsmengen (ca. 448 mm/Jahr) fallen – mit Ausnahme der nahezu regenlosen Sommermonate – verteilt übers ganze Jahr.

## Bevölkerungsentwicklung
| Jahr      | 1970 | 1981 | 1991 | 2001 | 2011 | 2021 |
| Einwohner | 1157 | 966  | 914  | 898  | 840  | 721  |

## Sehenswürdigkeiten
- Eulalienkirche (Iglesia de Santa Olalla)

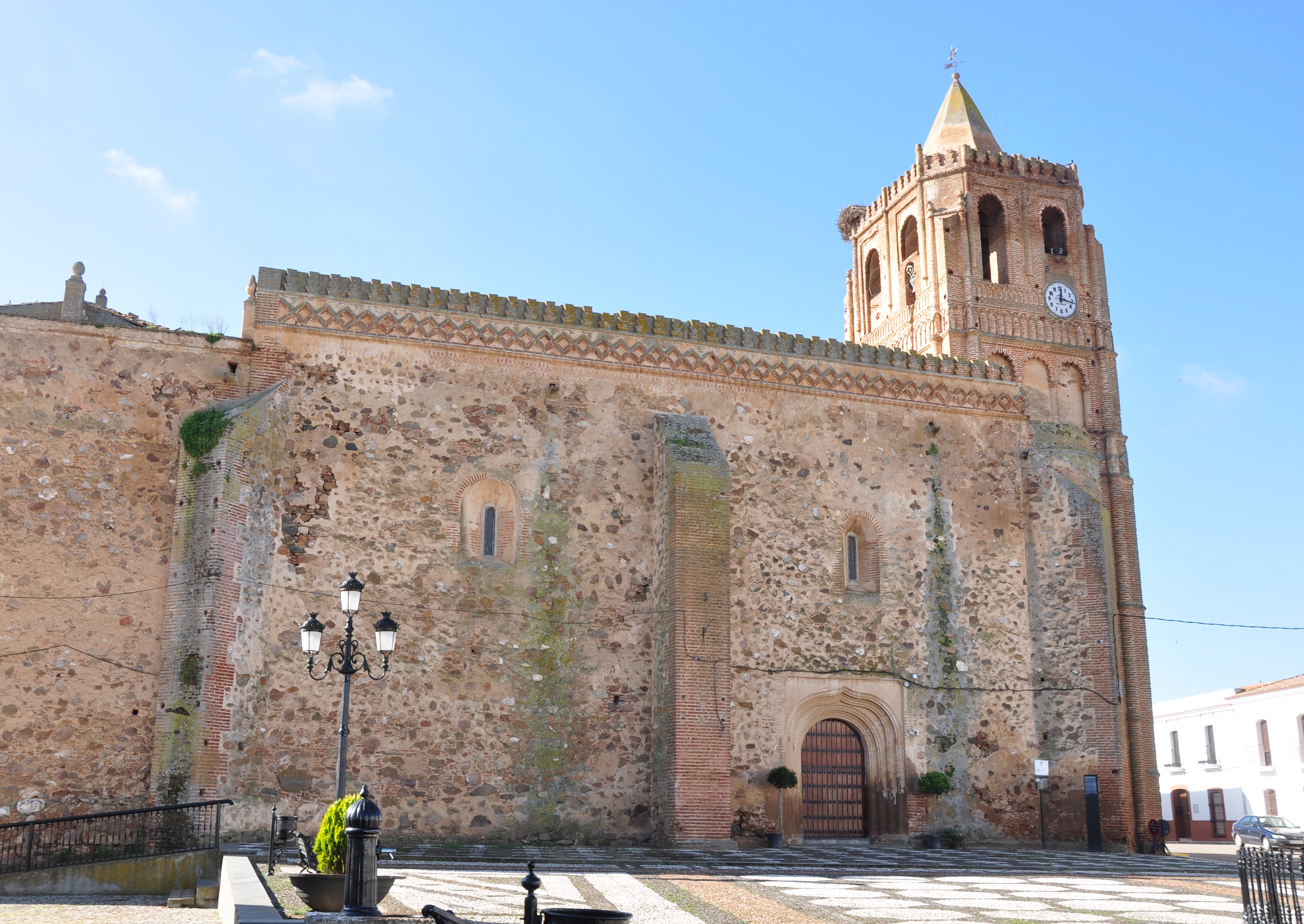
Eulalienkirche